# Papa Martin I

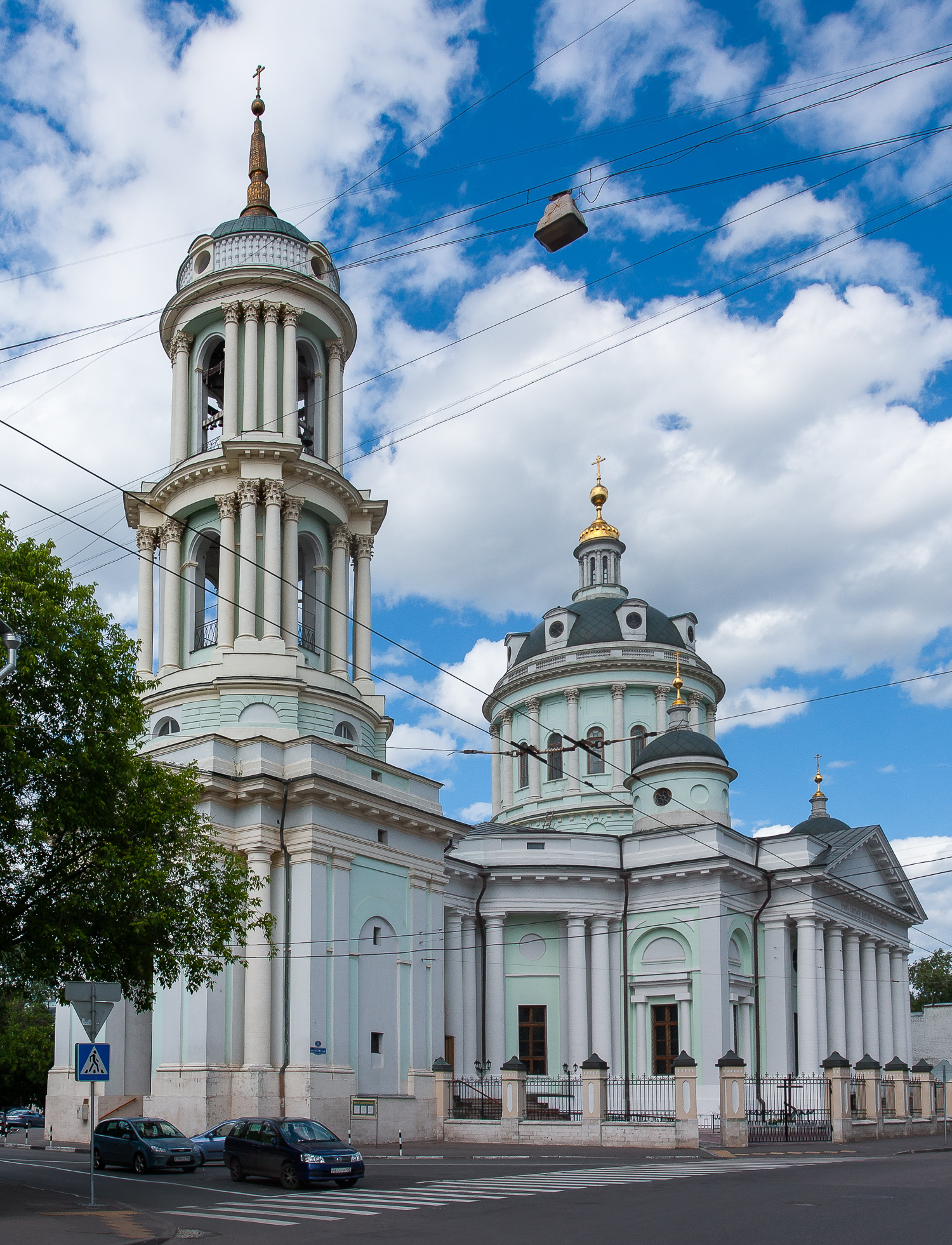
Biserica Sfântul Martin Mărturisitorul din Moscova (secolul al XVIII-lea)

Papa Martin I (n. 21 iunie 598 d.Hr., Pian di San Martino⁠(d), Umbria, Italia – d. 19 septembrie 655 d.Hr., Chersonesos, RSFS Rusă, URSS), a fost papă al Romei (649-653), martir, sfânt.

## Viața
S-a născut la Todi, în Umbria. A intrat în rândul clericilor romani, iar în anul 649 a fost ales papă. În același an a întrunit un conciliu la Lateran, în care a fost condamnată erezia monotelită, care afirma că în persoana lui Isus Cristos nu există decât voința divină, dar nu ceea umană, ceea ce punea în dubiu natura umană a lui Isus. 
A fost arestat în anul 653 din ordinul împăratului Constans al II-lea Bărbosul (care susținea cauza ereticilor) și dus la Constantinopol, împreună cu Maxim Mărturisitorul. Acolo au avut multe de suferit, înscenându-li-se un proces de înaltă trădare. Papa Martin I a fost condamnat la moarte, dar ulterior pedeapsa a fost comutată. A fost exilat în Chersones (Crimeea), unde a decedat în 655. Maxim Mărturisitorul al fost exilat în Tracia.
Scrisorile papei Martin I reflectă tristețea abandonării și decepția față de clerul roman, care, între timp, sub presiunea împăratului Constans, a ales un succesor.

## Cult
Sărbătorit în Biserica Catolică la 13 aprilie, în Biserica Ortodoxă pe 14 aprilie.
Biserica Sfântul Martin Mărturisitorul din Moscova⁠(d) îi poartă hramul.